# Halmaherajuveltrast
Halmaherajuveltrast (Pitta maxima) är en fågel i familjen juveltrastar inom ordningen tättingar.

## Utbredning och systematik
Fågeln delas in i två underarter:
- Pitta maxima maxima – förekommer i norra Moluckerna på öarna Halmahera, Bacan, Kasiruta och Obi
- Pitta maxima morotaiensis – förekommer på Morotai i norra Moluckerna

Sedan 2016 urskiljer Birdlife International och naturvårdsunionen IUCN morotaiensis som den egna arten "morotaijuveltrast". 

## Status
IUCN hotkategoriserar underarterna (eller arterna) var för sig, nominatformen som livskraftig och morotaiensis som nära hotad.